# Connector Belling-Lee

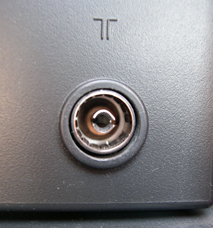
Connector femella Belling-Lee en un televisor

El connector Belling-Lee o IEC 61169-2 - connector coaxial de radiofreqüència tipus de 9,52, conegut col·loquialment als països on s'utilitza com un connector d'antena de TV, s'utilitza comunament a Europa i Austràlia per a connectar un cable coaxial amb uns altres, enAntenas de VHF/ UHF terrestre, en amplificadors de senyal d'antena, en equips de distribució CATV, en Televisors i en receptors de ràdio FM/DAB.
Va ser inventat per Belling&Lee Ltd en Enfield, Regne Unit al voltant de 1922 al moment de les primeres emissions de la BBC, sent un dels connectors coaxials més antics que encara s'utilitzen comunament en dispositius de consum.
El 9,52 en el nom IEC 61169-2 - connector coaxial de radiofreqüència tipus 9,52 es refereix al diàmetre exterior del connector mascle que és 9.525 mil·límetres.
En la seva forma més comuna els connectors s'uneixen simplement lliscant un dins de l'altre. Hi ha, no obstant això, també una variant de cargol-rosca que s'especifica per a un pas de rosca M14×1.

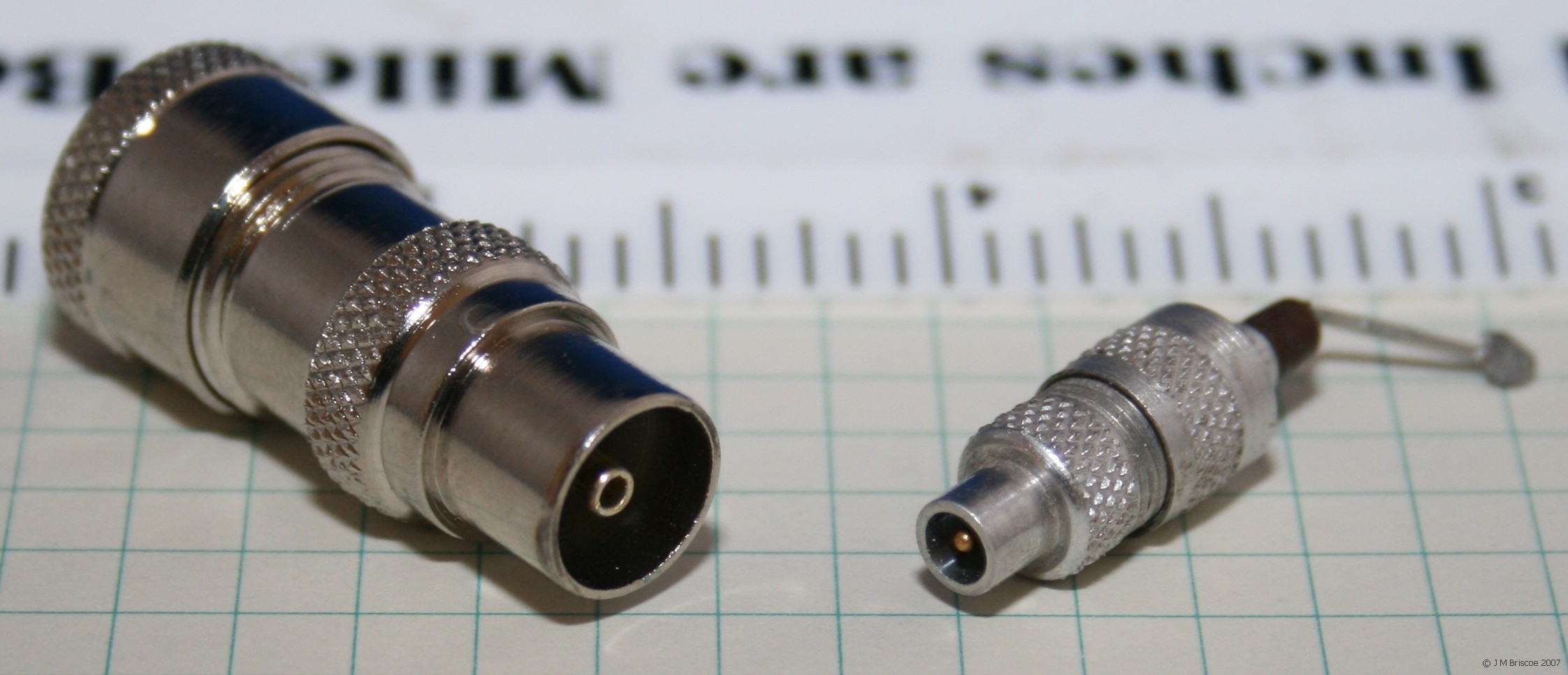
Connectors Belling-Lee: normal i miniatura

També hi ha un connector miniatura Belling-Lee, que s'utilitza per a les connexions internes dins d'algun equip (incloent BBC RC5 / 3 receptor Banda II i el STC AF101 Radio-Telèfon). La versió en miniatura té només al voltant de 4,4mm de diàmetre.
És adequat per a les instal·lacions d'ús domèstic, terrestre, cable i televisió per satèl·lit amb un ús semblant al connector F utilitzat en O.S.A para receptors terrestres.
Cal una mica menys d'atenció per a la correcta instal·lació del connector mascle al cable, que amb el connector F, en el qual s'ha d'estar atent a la qualitat del connector i a la coincidència amb la grandària de cable.